# 袋腹珊隐蟹
袋腹珊隐蟹（学名：Hapalocarcinus marsupialis）为珊隐蟹科珊隐蟹属的动物。分布于夏威夷群岛、菲律宾、越南、密克罗尼西亚、托雷斯海峡、马尔代夫以及中国大陆的西沙群岛等地，生活环境为海水，一般与环形珊瑚共生。